# L'Atelier (1840-1850)
Pour les articles homonymes, voir L'Atelier et Atelier (homonymie).
L'Atelier est un journal fondé en septembre 1840 par des ouvriers se réclamant des idées de socialisme utopique et socialisme chrétien de Philippe Buchez (1796-1865).

## Histoire
L'Atelier est fondée par des ouvriers en 1840. Nous y voyons les noms d’André Martin, charpentier et d’Anthime Corbon, typographe, ce dernier étant souvent considéré comme le principal rédacteur. Ce journal se qualifie lui-même d'« Organe des intérêts moraux et matériels des ouvriers », puis « organe spécial de la classe laborieuse ». Il fait partie des grands ancêtres de la presse socialiste sous la monarchie de juillet, au même titre que « Le Populaire » du socialiste utopique Etienne Cabet (1833-1835 et 1841-1851), « La Fraternité de 1845 » (1846-1848), voire « La Réforme » (1843-1850).